# Matka s dítětem (Peter Oriešek a Dana Vachtová)
Matka s dítětem, nazývaná také Žena s dítětem, je exteriérová skulptura z umělého kamene. Nachází se ve Strašnicích v Praze 10 a geomorfologickém celku Pražská plošina.

## Historie a popis díla
Matku s dítětem vytvořil slovenský umělec Peter Oriešek (1941–2015) ve spolupráci s českou umělkyní Danou Vachtovou (*1937) v roce 1982 nebo 1984. Investorem díla byla tehdy firma Montáž z Prahy 1. Skulptura vznikla technikou formování a dusání, je umístěna na kvádrovém soklu a představuje akt sedící ženy/matky a dítěte. Žena drží oběma rukama v náručí dítě.

## Další informace
Dílo je celoročně volně přístupné.

## Galerie

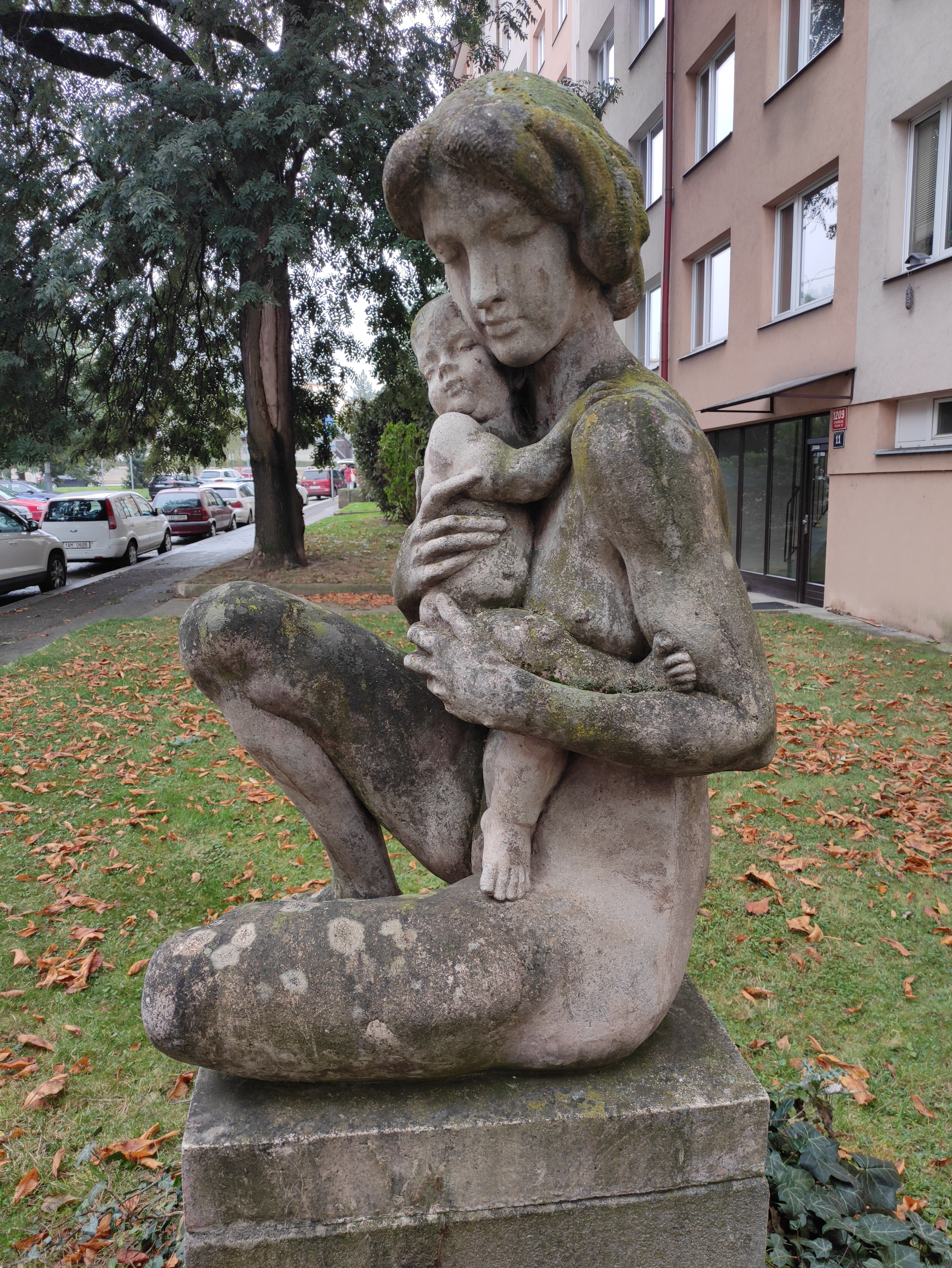
Přední pohled na dílo
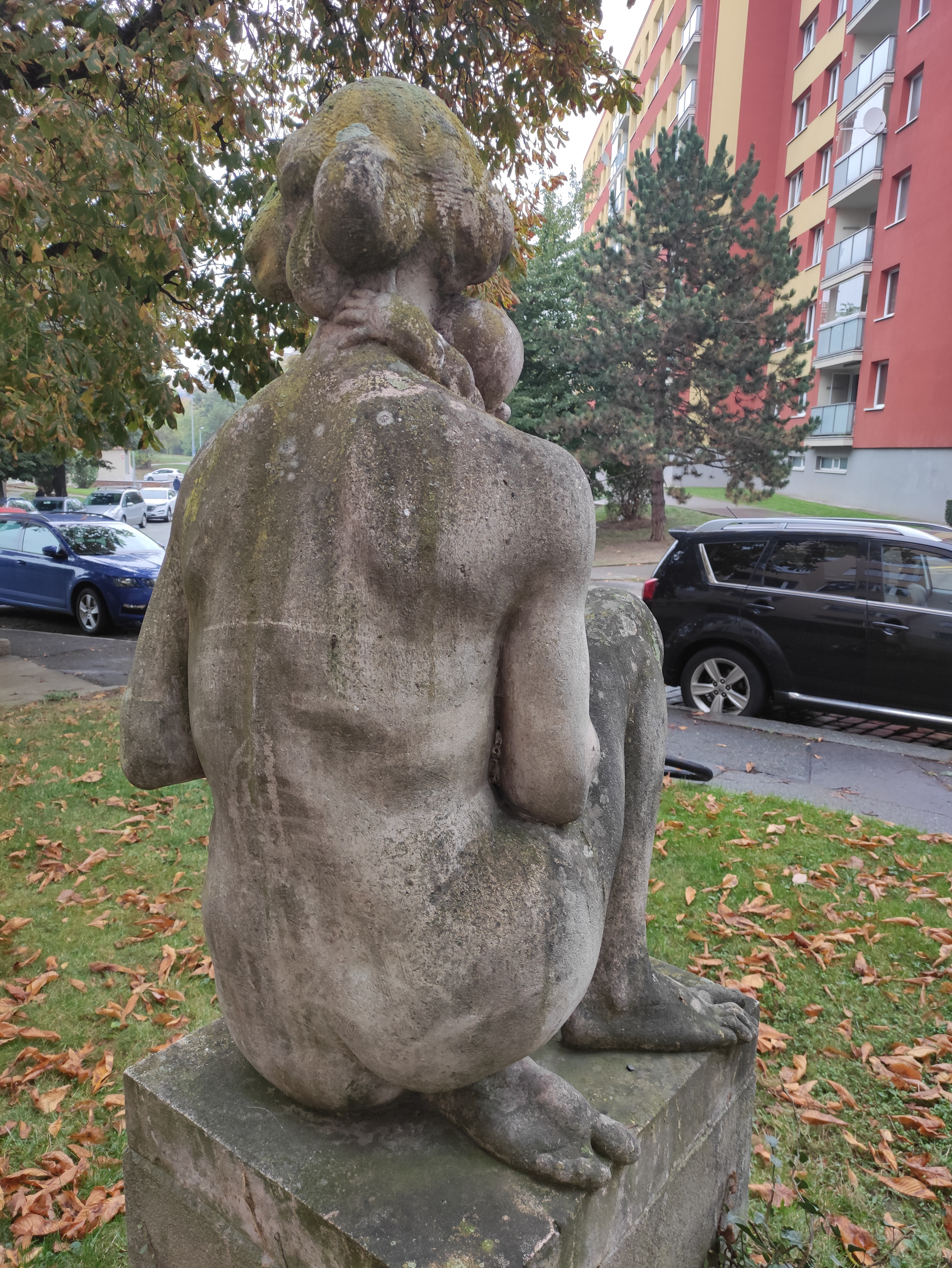
Zadní pohled na dílo